# Ману, Раллу
Раллу Ману (греч. Ραλλού Μάνου, 1915—1988) — греческая танцовщица и хореограф, ученица Кули Працики; основательница школы танца, ныне имени Раллу Ману.

## Биография
Раллу Ману руководила театральной группой танца «Греческая Хореодрама», в репертуаре которого были постановки, основанные на произведениях древней греческой литературы. Однако в дальнейшем Ману не искала вдохновение исключительно в Древней Греции, сюжеты даже если и касались тематики древности , то теперь приобретали вид мастерской ретроспективы, которая служила фоном для настоящей действия — любви, соблазна, ненависти, соперничества и т. д..
Её работы часто выполняются на сцене Одеон Герода Аттического в Афинах. Раллу Ману сотрудничала с такими греческими композиторами, как Манос Хадзидакис, Микис Теодоракис, Йоргос Цангарис, Йоргос Сикилианос. Она также сотрудничала с египетским композитором Халим Эль-Даби, который писал для танцевальной драмы «Доксастико» (1965).

## Семья
Мужчиной Раллу Ману был Павлос Милонас (Παύλος Μυλωνάς).